# Kalikudi
Kalikudi is een bestuurslaag in het regentschap Cilacap van de provincie Midden-Java, Indonesië. Kalikudi telt 5693 inwoners (volkstelling 2010).